# Deveselu

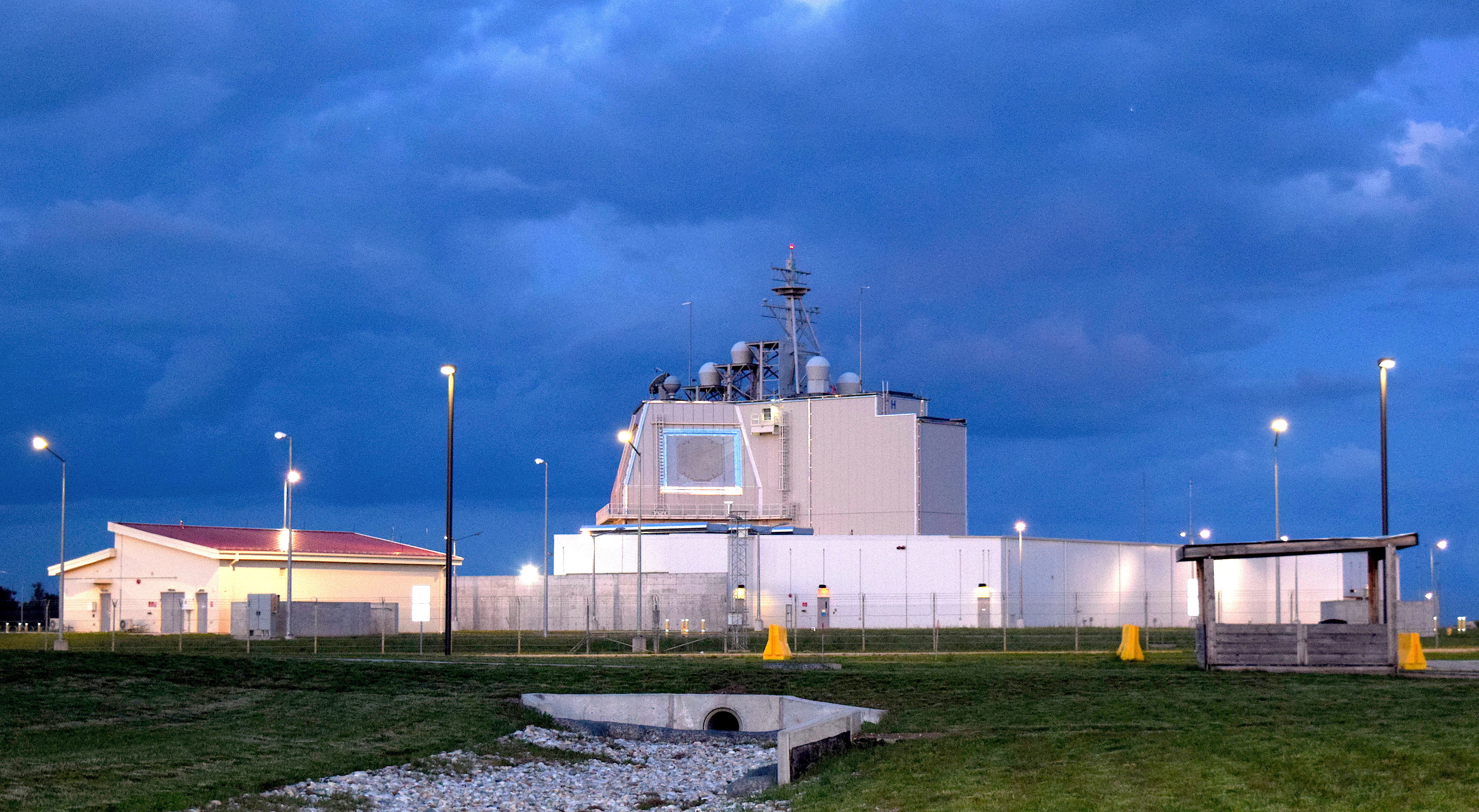
Aegis Ashore Missile Defense Complex Romania.

Deveselu é uma comuna romena localizada no distrito de Olt, na região de Oltênia. A comuna possui uma área de  km² e sua população era de 3186 habitantes segundo o censo de 2007.